# Who Cares?
Pour plus de détails, voir Fiche technique et Distribution.
Who Cares? est un film américain réalisé par Walter Edwards et sorti en 1919.

## Synopsis
Joan Ludlow vit avec ses grands-parents, un vieux couple grincheux, lorsqu'un jeune homme, Martin Gray, déménage à côté. Après que les grands-parents découvrent qu'ils ont eu des réunions secrètes pour un plaisir heureux et inoffensif, Joan reçoit une telle réprimande qu'elle se rend chez Martin et lui demande de l'emmener chez son amie Alice Palgrave, qui vit dans la ville. À leur arrivée à la résidence Palgrave, ils découvrent qu'Alice n'est pas là et Martin propose d'épouser Joan pour résoudre la situation. Satisfaite de l'arrangement, Joan accepte, et après la cérémonie, ils vivent dans la résidence de la ville de Martin, où il continue de respecter son extrême innocence et son existence de jeune fille.
Martin passe du temps au club tandis que Joan est libre d'assister à plusieurs fêtes sauvages et mène ce qu'elle suppose être un flirt innocent avec le mari d'Alice, Gilbert. Toodles, une chorus girl du club, tente Martin sur son yacht, mais il sait lui résister. Cependant, lorsque Joan découvre que Toodles rend visite à son mari à la maison de campagne, elle flirte plus fort avec Gilbert Palgrave. Gilbert, qui souffre d'une maladie, met Joan seule une nuit dans un chalet en bord de mer et menace de se suicider à moins qu'elle ne consente à ses désirs. Martin arrive à temps pour sauver la situation, Joan découvrant son amour pour Martin et Martin la reprenant comme épouse.

## Fiche technique
- Réalisation : Walter Edwards

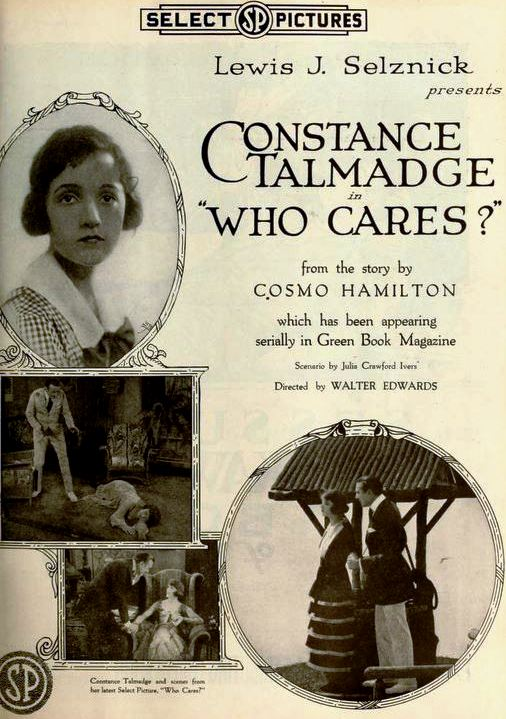
Publicité pour le film dans le magazine Moving Picture World.

- Scénario : Julia Crawford Ivers d'après le roman Who Cares? de Cosmo Hamilton
- Producteur : Lewis J. Selznick
- Photographie : James Van Trees
- Production : Selznick Pictures
- Genre : Comédie dramatique[1]
- Distributeur : Select Pictures Corporation
- Durée : 50 minutes (5 bobines)[2]
- Date de sortie : 25 janvier 1919

## Distribution
- Constance Talmadge : Joan Ludlow
- Harrison Ford : Martin Grey
- Donald MacDonald : Gilbert Palgrave
- California Truman : Mrs. Ludlow
- Spottiswoode Aitken : Mr. Ludlow
- Beverly Randolph : Alice Palgrave
- Claire Anderson : Toodles
- Gerard Alexander : Mrs. Hosack
- J. Morris Foster : Howard Oldershaw
- J. Park Jones : Harry Oldershaw
- Dorothy Hagan : Irene
- Tom Bates - Butler